# Peter Rhoades-Brown
Peter Rhoades-Brown (Hampton, 2 gennaio 1962) è un ex calciatore inglese, di ruolo centrocampista.

## Caratteristiche tecniche
Era un'ala sinistra.

## Carriera
Dal 1979 al 1984 gioca nella seconda divisione inglese con i londinesi del Chelsea, con cui nell'arco di un lustro totalizza complessivamente 96 presenze e 5 reti in questa categoria, che peraltro vince nella stagione 1983-1984, la sua ultima nel club. A fine stagione si trasferisce all'Oxford Utd, club neopromosso in seconda divisione, categoria in cui per la seconda stagione consecutiva vince il campionato, conquistando la prima promozione in prima divisione nella storia del club. Gioca poi in questa categoria per tre stagioni consecutive (dal 1985 al 1988), tutte con gli U's, con cui mette a segno in totale 5 reti in 54 presenze in incontri di campionato (3 reti in 17 presenze nella stagione 1985-1986, 6 presenze nella stagione 1986-1987 e 31 presenze e 2 reti nella stagione 1987-1988, conclusasi con una retrocessione in seconda divisione); rimane nel club anche durante l'intera stagione 1988-1989, giocata nuovamente in seconda divisione. Nella stagione 1985-1986, inoltre, vince anche una Coppa di Lega (nella prima finale di una competizione maggiore giocata dall'Oxford United nella sua storia). Inizia la stagione 1989-1990 ancora in seconda divisione all'Oxford United, ma l'11 ottobre 1989 in una partita contro il Bristol City subisce un gravissimo infortunio che, all'età di 27 anni, pone sostanzialmente fine alla sua carriera ad alti livelli, anche se continua a giocare a livello semiprofessionistico per alcuni anni, con Wycombe, Marlow (di cui è contemporaneamente anche allenatore) ed infine Oxford City (nella stagione 1997-1998, la sua ultima in assoluto a qualunque livello).

## Palmarès

### Giocatore

#### Competizioni nazionali
- Campionato inglese di seconda divisione: 2

Chelsea: 1983-1984
Oxford United: 1984-1985
- Coppa di Lega inglese: 1

Oxford United: 1985-1986